# Université de Messine
L’Université de Messine (en italien, Università degli studi di Messina) est une université italienne, basée à Messine en Sicile depuis 1548.

## Historique
L'Université de Messine a une vieille tradition culturelle et éducative, remontant à la fin du XIIIe siècle quand une école de droit y a été fondée. L'institution précédant l'Université était le Collège de Messine (Studium generale) fondé en 1548 par Ignace de Loyola.
Au XVIIe siècle , Giovanni Alfonso Borelli, Pietro Castelli, Giovan Battista Cortesi, Carlo Fracassati, Giacomo Gallo, Mario Giurba, Marcello Malpighi et Francesco Maurolico fréquentèrent l'université, mais en 1678 elle fut fermée à cause de la révolte contre les Espagnols. L'université a été refondée en 1838 par le roi Ferdinand II. En 1847, à la suite de la révolution contre les Bourbons, l'université fut à nouveau fermée pendant deux ans, avant de rouvrir avec des restrictions pour les étudiants provenant d'autres régions que la Sicile.
Le tremblement de terre de 1908 a détruit une grande partie des bâtiments de l'Université, y compris sa célèbre bibliothèque et son équipement scientifique. Un an plus tard, en 1909, la faculté de droit a été rouverte. Les facultés de science, de pharmacie et de médecine ont rouvert en 1914/15.